# Microtus nasarovi
Microtus nasarovi är en däggdjursart som först beskrevs av Shidlovsky 1938.  Microtus nasarovi ingår i släktet åkersorkar och familjen hamsterartade gnagare. IUCN kategoriserar arten globalt som otillräckligt studerad. Inga underarter finns listade i Catalogue of Life.
Populationen infogades tidvis som synonym i Microtus daghestanicus.
Denna sork förekommer i Armenien och Azerbajdzjan. Den lever där i stäpper. Levnadssättet antas vara lika som hos Microtus daghestanicus.